# Chiesa di Santa Caterina (Caselle Lurani)
La chiesa di Santa Caterina è la parrocchiale di Caselle Lurani, in provincia e diocesi di Lodi; fa parte del vicariato di Sant'Angelo Lodigiano.

## Storia
Nel 1439 la nobildonna Caterina Pusterla promosse la costruzione di un luogo di culto a Caselle e disposte nel suo testamento che l'Ospedale Maggiore di Milano avrebbe dovuto provvedere all'erezione del beneficio; così, alcuni decenni dopo, nel 1490 la chiesa fu eretta a parrocchiale e contestualmente venne creato il beneficio.
La chiesa fu insignita del titolo di prepositurale nel 1515 su richiesta di don Gerolamo Lurani; nel 1575 il vescovo Antonio Scarampi ordinò di rifare gli altari e di ripristinare il pavimento, che versava in condizioni pessime.
Dalla Descriptio del 1619 si apprende che la parrocchiale, avente come filiale l'oratorio della Natività della Beata Vergine Maria e inserita nel vicariato di San Zenone, era sede delle confraternite del Santissimo Sacramento, della Dottrina Cristiana e del Rosario e che i fedeli ammontavano a 1023; nel 1680 l'edificio fu interessato da un intervento di restauro.
La prima pietra della nuova parrocchiale venne posta il 2 agosto 1707, mentre due anni dopo fu eretto il campanile; nel 1786 la chiesa risultava compresa nel vicariato di Sant'Angelo Lodigiano e il numero dei fedeli era pari a 1028.
Nel 1843 si provvide a posare il nuovo pavimento e grazie allo Stato del clero del 1859 si conosce che all'epoca la parrocchiale aveva alle sue dipendenze gli oratori della Natività di Maria Vergine e dell'Immacolata Concezione.

## Descrizione

### Esterno

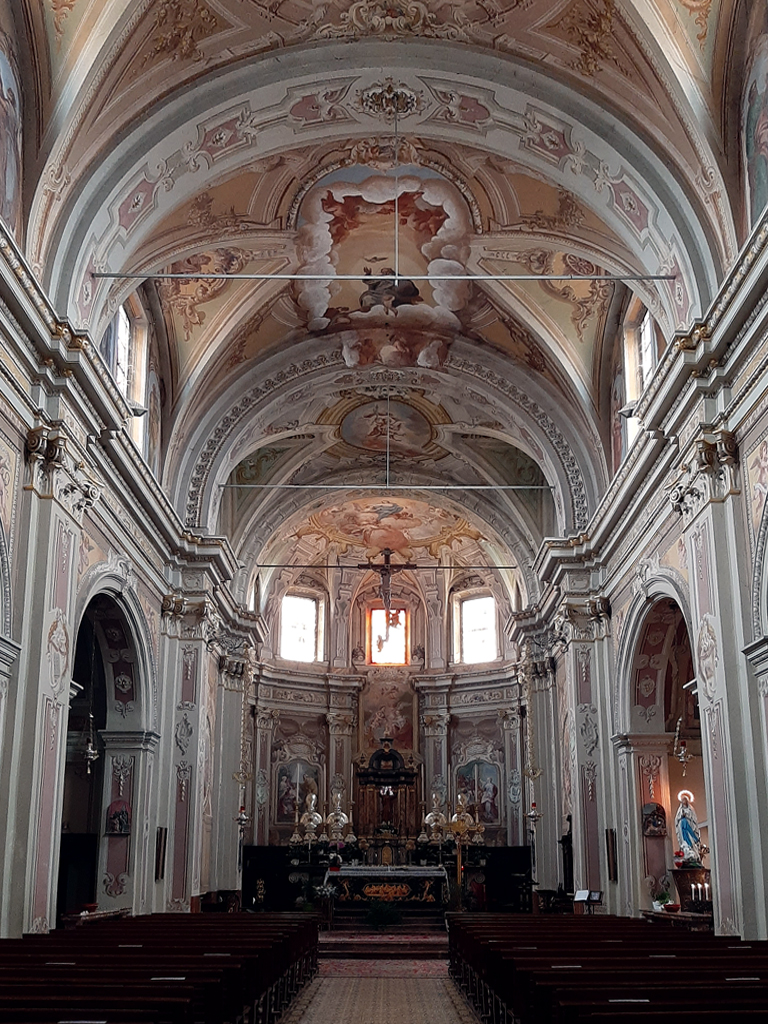
L'interno

La facciata a salienti della chiesa, rivolta a sudest, è suddivisa da una cornice marcapiano modanata in due registri, entrambi scanditi da paraste; quello inferiore presenta il portale d'ingresso, sormontato da una lunetta, e due nicchie ospitanti altrettante statue, mentre quello superiore, affiancato da volute, è caratterizzato da una finestra e da due ulteriori nicchie, anch'esse con simulacri, e coronato dal timpano di forma triangolare.
Annesso alla parrocchiale è il campanile a base quadrata, spartito da cornici in più ordini; la cella presenta una serliana per lato ed è coronata dalla cupoletta poggiante su un tamburo.

### Interno
L'interno dell'edificio si compone di un'unica navata, sulla quale si affacciano le cappelle laterali e le cui pareti sono scandite da lesene, sorreggenti il cornicione sopra il quale s'imposta la volta a botte lunettata; al termine dell'aula si sviluppa il presbiterio, rialzato di due gradini e chiuso dall'abside di forma semicircolare.